# Alber Elbaz
Alber Elbaz (ur. 12 czerwca 1961 w Casablance, w Maroku, zm. 24 kwietnia 2021 w Paryżu) – główny projektant francuskiego domu mody Jeanne Lanvin SA w latach 2001-2015.

## Życiorys
Alber Elbaz urodził się 6 lutego 1961 roku w Casablance, w rodzinie żydowskiej. W 1971 roku rodzina przeprowadziła się do Tel Awiwu. Ukończył kurs z Technologii Tekstyliów i Mody w Shenkar College of Engineering and Design. Po zdobyciu dyplomu przeprowadził się do Nowego Jorku. Tam podjął pracę w manufakturze George F. Couture, pracował dla projektanta Geoffreya Beene’a.
Po podjęciu pierwszych prób w branży modowej zdecydował o zamieszkaniu w Paryżu i szkoleniu się we francuskich domach mody.
W 1996 roku zaczął pracę w domu mody Guy Larosche. Dwa lata później odszedł, aby objąć stanowisko dyrektora kreatywnego Yves Saint Laurent. W 2001 roku rozpoczął pracę dla domu mody Lanvin, gdzie tworzył kolekcje do 2015 roku. 
W 2019 roku założył własną markę AZ Factory.
W roku 2007 otrzymał Order Narodowy Legii Honorowej za zasługi dla francuskiej mody. W 2016 został mianowany oficerem tego orderu.
Zmarł 24 kwietnia 2021 roku na COVID-19 w czasie pandemii we Francji, miał 59 lat.